# Beijo de Hortelã
"Beijo de Hortelã" é uma canção gravada pela cantora brasileira de axé music Ivete Sangalo para seu quarto álbum ao vivo Multishow ao Vivo: Ivete Sangalo 20 anos (2014). Composta pela cantora e compositora Liah Soares e produzida por Radamés Venâncio, "Beijo de Hortelã" é uma balada romântica com influências de pop latino e de música caribenha. A canção fala sobre amar alguém em silêncio e desejar estar com a pessoa amada. O videoclipe da canção, assim como todo o show, foi dirigido por Nick Wickham e Radamés Venâncio, e conta com Ivete vestida em um longo vestido vermelho no meio da Arena Fonte Nova.
"Beijo de Hortelã" foi lançada nas rádios de todo o Nordeste no dia 04 de setembro de 2014, e seu single foi lançado no iTunes no dia 23 de setembro de 2014, contando também com uma versão de estúdio, que será utilizada na trilha sonora da telenovela brasileira Império, da Rede Globo. A canção recebeu críticas favoráveis, que aplaudiram a canção por ter uma atmosfera vintage e ser envolvente. A autora da canção, Liah Soares, também regravou a canção e a incluiu em seu primeiro EP, "O Som é o Sol". Ivete e Liah gravaram um videoclipe para a canção em estúdio, que será exibido no telão do primeiro DVD de Liah.

## Antecedentes e lançamento
No fim de 2012, Ivete Sangalo anunciou que gravaria seu quarto DVD ao vivo em 2013 e escolheu a Arena Fonte Nova como palco da gravação. Dentre as faixas inéditas estava "Beijo de Hortelã". A canção foi lançada no dia 04 de setembro de 2014 nas rádios do nordeste, e no dia 23 de setembro, foi lançado no iTunes. Além da versão ao vivo, conta com a versão de estúdio da canção, além de uma versão instrumental, feita para karaokê. A canção também foi escolhida para fazer parte da trilha sonora nacional da telenovela brasileira Império, da Rede Globo.

## Composição e temática
"Beijo de Hortelã" foi escrita pela cantora e compositora Liah Soares, já sua produção ficou por conta de Radamés Venâncio. A canção é uma balada romântica que conta com fortes influências de pop latino, música caribenha e bolero. Segundo a própria Liah Soares, ela compôs a música em um culelê, instrumento de corda comumente usado por ela. Liah contou que assistiu a performance da canção para o DVD de perto, comentando: "Foi emocionante. Foi o momento romântico do show. Ela criou todo um clima para envolver o público. Fui convidada e precisava estar lá para presenciar."
"Beijo de Hortelã" fala sobre estar cada vez mais apaixonada e envolvida por alguém, onde a protagonista sente que não dá mais pra disfarçar, o que é explicitado nos versos, "quanto mais eu me vejo em você, mais eu guardo um segredo, a vontade de dizer que é maior o que há em meu coração." No refrão, a cantora sonha em estar com seu amado, cantando: "Te roubar na luz do luar beijos de hortelã/Mordiscar teu sonho, te amar na luz da manhã." No fim, a cantora clama: "Vem pra mim".

## Recepção da crítica
"Beijo de Hortelã" recebeu críticas favoráveis da maioria dos críticos. Marcelo Tambor da Axé Revista disse que o público estava aos pés da cantora na canção, chamando-a de "envolvente". Mauro Ferreira do Notas Musicais disse que a canção é um "tema que esboça atmosfera de romantismo vintage, de gosto ideal para o público pouco exigente da artista." Para o site Bahia Notícias, a canção "promete embalar os corações mais românticos." Gabriel do site Cubo Alternativo teceu elogios à canção, dizendo que "a melodia suave encanta os ouvidos de quem escuta. E é essa suavidade de Sangalo e sua maturidade musical que são cada vez mais notáveis, fazendo com que a gente tire sempre o chapéu, incansavelmente." Mahrco Monteiro do Amazônia Jornal aplaudiu a "canção romântica com uma gostosa levada caribenha."

## Desempenho comercial
A canção estreou em primeiro lugar nas rádios de Salvador em seu dia de lançamento. A canção permaneceu em primeiro lugar nas rádios de Salvador por quatro semanas consecutivas. Na quinta semana, a canção caiu para a segunda posição. Em Recife, a canção permaneceu em primeiro lugar por três semanas consecutivas.

## Videoclipe e outras versões
O videoclipe da canção foi retirado do DVD, gravado na Arena Fonte Nova, e conta com Ivete usando um longo vestido vermelho bem pertinho do público, num palco baixo e pequeno localizado no meio da platéia. A compositora da canção, Liah Soares, fez uma versão para a canção no seu primeiro EP, "O Som é o Sol". Ivete e Liah também gravaram a canção juntas para o primeiro DVD de Liah. As duas gravaram um vídeo num estúdio durante passagem da baiana por Belém e será exibido durante a gravação do DVD, marcado para o dia 02 de outubro, no Teatro da Paz em Belém.

## Faixas e formatos
| Descarga digital |                                     |         |  |
| N.º              | Título                              | Duração |  |
| 1.               | "Beijo de Hortelã" (ao vivo)        | 3:44    |  |
| 2.               | "Beijo de Hortelã" (versão estúdio) | 3:32    |  |
| 3.               | "Beijo de Hortelã" (versão karaokê) | 3:29    |  |

## Desempenho nas tabelas
| Paradas (2014)                                  | Melhor posição |
| ----------------------------------------------- | -------------- |
| BR Billboard Brasil Hot 100 Airplay             | 46             |
| BR Billboard Brasil Regional Campinas Hot Songs | 2              |
| BR Billboard Brasil Regional Recife Hot Songs   | 1              |
| BR Billboard Brasil Regional Salvador Hot Songs | 1              |

## Histórico de lançamento
| País   | Data                   | Formato(s)                               | Gravadora       |
| ------ | ---------------------- | ---------------------------------------- | --------------- |
| Brasil | 04 de setembro de 2014 | Airplay (somente nas rádios do Nordeste) | Universal Music |
| Brasil | 23 de setembro de 2014 | Download digital                         | Universal Music |